# 出雲市立総合医療センター
出雲市立総合医療センター（いずもしりつそうごういりょうせんたー、英語 : Izumo city general medical center）は、島根県出雲市に所在する公立の医療機関。

## 沿革
- 1952年（昭和27年）5月26日 - 平田博愛病院が開設する[1][2]。
- 1972年（昭和47年）4月 - 運営が平田市に移管され、平田市立病院が開設する[2]。
- 2005年（平成17年）3月22日 - 市町村合併に伴い、運営が出雲市に移管され、出雲市立総合医療センターが開設する[1][2]。

## 組織
2018年4月1日現在
- 管理者
  - 病院長
    - 医療安全管理室
    - 副院長
      - 診療部
        - 各診療科

      - 医療技術部
        - 画像検査科
        - 臨床検査科
        - 薬剤科
        - リハビリテーション技術科
        - 栄養科

      - 看護部
      - 健康管理センター
        - 健康管理課

      - 事務局
        - 病院総務課
        - 地域連携課
        - 医事課

## 機関指定
【出典】
| 機関指定                           |
| ---------------------------------- |
| 救急告示病院                       |
| 臨床研修病院指定施設               |
| 臨床研修協力施設                   |
| 生活保護法指定医療機関             |
| 国民健康保険診療取扱機関           |
| 労災保険指定医療機関               |
| 社会保険各法指定医療機関           |
| 結核指定医療機関                   |
| 指定難病・小児慢性特定疾病医療機関 |
| 身体障害者福祉法指定医療機関       |
| 肝炎専門医療機関                   |